# Ondreville-sur-Essonne

Ondreville-sur-Essonne este o comună în departamentul Loiret din centrul Franței. În 1 ianuarie 2022 avea o populație de 403 de locuitori.